# ألماشو ماري
ألماشو ماري هي قرية تقع في إقليم ألبا في رومانيا.

## السكان
حسب إحصائيات 2002 بلغ عدد سكان القرية 1,690 نسمة.